# 维勒迪约堡
维勒迪约堡（法語：Villedieu-le-Château，法語發音：[vildjø lə ʃato]）是法国卢瓦-谢尔省的一个市镇，属于旺多姆区。

## 地理
维勒迪约堡（47°43'12"N, 0°38'53"E）面积29.65 平方千米，位于法国中央-卢瓦尔河谷大区卢瓦-谢尔省，该省份为法国中北部省份，北起厄尔-卢瓦省，东北接卢瓦雷省，东南接谢尔省，南至安德尔省，西南接安德尔-卢瓦尔省，西北接萨尔特省。
与维勒迪约堡接壤的市镇（或旧市镇、城区）包括：代姆河畔舍米耶、代姆河畔埃佩涅、蒙特鲁沃、代姆河畔博蒙、卢瓦河畔拉沙尔特、瓦莱德龙萨。

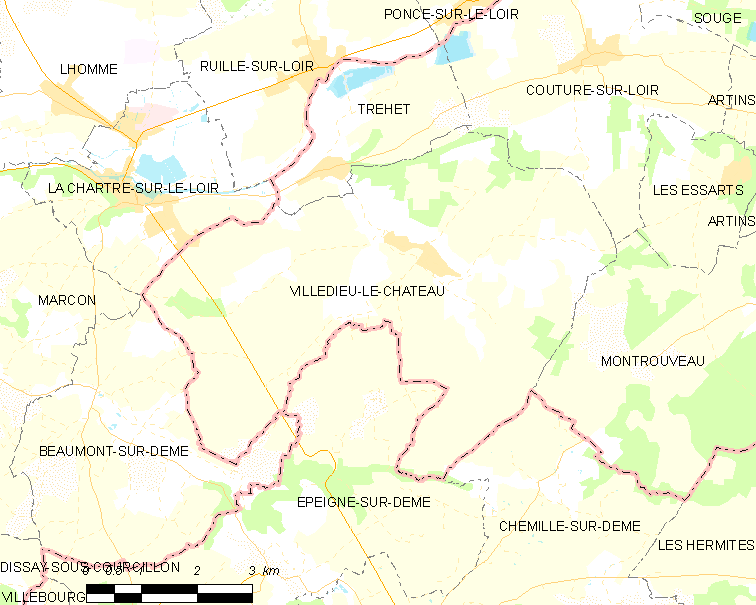
维勒迪约堡的OSM定位图

维勒迪约堡的时区为UTC+01:00、UTC+02:00（夏令时）。

## 行政
维勒迪约堡的邮政编码为41800，INSEE市镇编码为41279。

## 政治
维勒迪约堡所属的省级选区为卢瓦河畔蒙图瓦尔县。

## 人口

1962-2008年间维勒迪约堡人口变化图示

维勒迪约堡于2022年1月1日时的人口数量为384人。